# Hugues de Chanay
Pour les articles homonymes, voir Chanay (homonymie).
 (août 2009).
Si vous disposez d'ouvrages ou d'articles de référence ou si vous connaissez des sites web de qualité traitant du thème abordé ici, merci de compléter l'article en donnant les références utiles à sa vérifiabilité et en les liant à la section « Notes et références ».
Hugues de Chanay (né en 1965) est un chercheur en sémantique lexicale, en sémiologie, et particulièrement en sémiologie de l'image, de la publicité, de l'opéra, et en analyse du discours et spécifiquement des interactions orales, en particulier des débats politiques (polyphonie, dialogisme, prosodie, gestes). Il est professeur à l'Université Lyon 2 de la ville de Lyon où il enseigne la linguistique, la pragmatique et la sémiologie.